# 澀澤龍彥
澀澤龍彦（日语：〔〕／ Shibusawa Tatsuhiko，1928年5月8日—1987年8月5日）是日本小說家、法語文學學者、評論家。本名龍雄，筆名澀川龍兒、蘭京太郎、Tasso S.等。

## 生平
東京府東京市芝區（現 東京都港區）出身。1953年，畢業於東京大學文學部法文科，畢業論文是研究薩德侯爵的《薩德的現代性》，當時薩德侯爵被認為是俗惡的色情作家，因此曾被退件。1954年，因翻譯尚·考克多所著之《托馬斯：冒名頂替者》一書而聲名大噪，1961年，因為翻譯薩德『惡德的榮光』，和現代思潮社社長石井恭二因猥褻文書持有及販賣，成為「惡德的榮光事件」的被告人。
1986年因喉癌而切除聲帶，喪失說話能力。1987年8月5日，因頸動脈瘤破裂而病逝於東京都港區東京慈惠會醫科大學附屬病院，享壽59歲。
逝世後葬於神奈川縣鐮倉市的淨智寺，戒名「文光院彩雲道龍居士」。

## 著作
- 《黑魔術手帖/黑魔法手帖》（1961年 / 2020年 广西师范大学出版社）
- 《毒药手帖》（1963年 / 2021年 后浪（出品）九州出版社（出版））
- 《世界惡女物語》（1964年）
- 《夢的宇宙誌》（1964年 / 2019年 广西师范大学出版社）
- 《快樂主義的哲學》（1965年）
- 《异端的肖像》（1967年 / 2024年 民主与建设出版社）
- 《怪奇人物博物馆》（1971年 /  2022年 后浪（出品）九州出版社（出版））
- 《胡桃中的世界》（1974年 青土社 / 2022年 后浪（出品）中国友谊出版公司（出版））
- 《思考的纹章学》（1977年 / 2022年 广西师范大学出版社）
- 《東西不思議物語/东西不可思议物语》（1977年 / 2022年 广西师范大学出版社）
- 《幻想博物志》（1979年 / 2019年 广西师范大学出版社）
- 《恶魔的中世》（1979年 / 2021年 后浪（出品）中国友谊出版公司（出版））
- 《唐草物语》（1981年 / 2016年 广西师范大学出版社 / 2021年 广西师范大学出版社 新装插图版）
- 《龙彦之国绮谭集》（1982年 / 2020年 后浪（出品）四川人民出版社（出版））
- 《狐媚记》（1983年 / 2020年 后浪（出品）四川人民出版社（出版））
- 《三岛由纪夫追记》（1983年  / 2017年 广西师范大学出版社）
- 《华丽食物志》（1984年 / 2019年 广西师范大学出版社）
- 《虚舟》（1986年 / 2017年 广西师范大学出版社 / 2021年 广西师范大学出版社 新装插图版）
- 《奇想博物志 我的普林尼》（1986年 / 2019年 浦睿文化（出品）湖南文艺出版社（出版））
- 《花逍遥》（1987年 / 2022年 广西师范大学出版社）
- 《高丘親王航海記》（1987年 / 2019年 广西师范大学出版社 / 2021年 广西师范大学出版社 新装插图版）
- 《巴比伦空中花园》（2017年 亡故后文集 / 2020年 浦睿文化（出品）湖南文艺出版社（出版））
- 《极乐鸟与蜗牛》（2017年 亡故后文集 / 2020年 浦睿文化（出品）湖南文艺出版社（出版））

## 親戚
- 澀澤榮一：日本實業家，是澀澤龍彥的高祖父澀澤宗助的侄兒，相當於龍彥的曾叔祖。澀澤榮一去世時，龍彥已經三歲，據說龍彥嬰兒時澀澤榮一抱過他，龍彥在榮一老人懷中撒了尿。

## 脚注
1. ↑  . 現代ビジネス. 2011-08-17  [2019-12-22]. （原始内容存档于2022-04-03）.
2. ↑  『旅の仲間: 澁澤龍彥・堀内誠一往復書簡』229ページ
3. ↑  . kotobank.   [2022-06-01]. （原始内容存档于2022-07-18）.
4. ↑  .   [2022-06-01]. （原始内容存档于2022-04-03）.

## 外部連結
- Draconia Web Project （页面存档备份，存于）